# Reformy Piotra Wielkiego

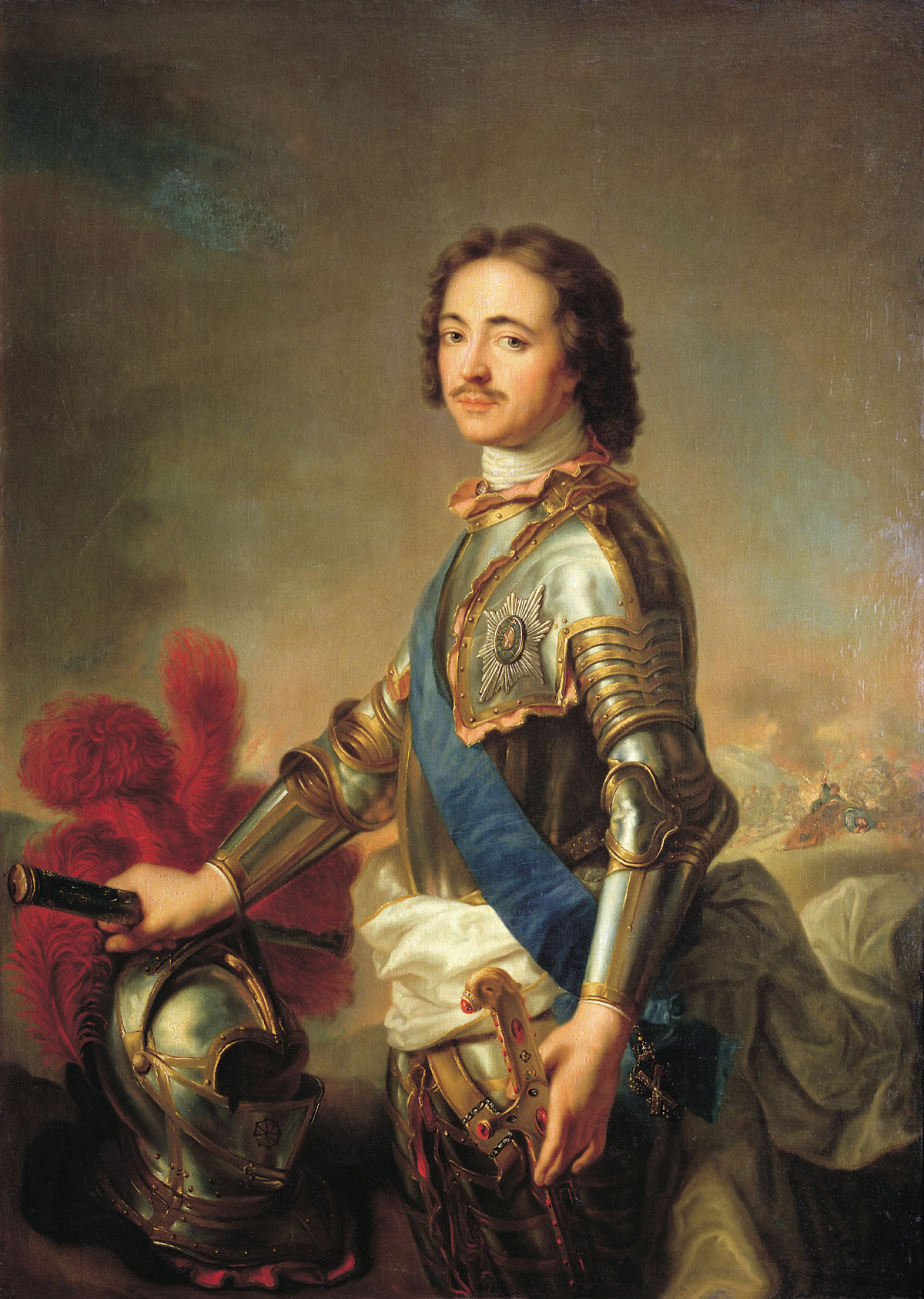
Piotr I

W czasie swojego panowania cesarz Piotr I Wielki wprowadził w Rosji szeroko zakrojony program reform, którego celem była modernizacja kraju i społeczeństwa w oparciu o wzorce zachodnioeuropejskie, adaptowane jednak do specyficznych warunków rosyjskich. Chociaż cesarz nie zdołał zrealizować wszystkich swoich planów, lub też musiał wycofać się z najbardziej radykalnych projektów, a jego działania nie zawsze były spójne i konsekwentne, przeprowadzona przez niego modernizacja nieodwracalnie zmieniła strukturę państwa rosyjskiego i wprowadziła daleko idące zmiany w społeczeństwie kraju.

## Reformy w zakresie wojska
Większość historyków zgodnie przypisuje Piotrowi I decydującą rolę w organizacji w Rosji nowoczesnej armii na wzór zachodni. Piotr I zaprowadził w Rosji pobór powszechny i bardziej zdecydowanie egzekwował istniejący już obowiązek służby wojskowej szlachty. Ponadto przedstawiciele szlachty mieli być dożywotnio przypisani do określonych pułków; zasada ta nie obowiązywała jedynie tych, którzy zostali włączeni do służby cywilnej oraz niezdolnych do służby wojskowej. Powszechny pobór nie objął duchowieństwa i członków kupieckich cechów. W odniesieniu do chłopów od 1715 obowiązywała zasada powoływania do wojska 1 poborowego z 75 gospodarstw. Rekruci, niezależnie od warstwy społecznej, z której się wywodzili, mieli pełnić służbę dożywotnio. Okres ten skrócono do 25 lat dopiero w ostatnim dziesięcioleciu XVIII w. Po zwiększeniu liczby rekrutów car utworzył nowe pułki, w tym elitarne regimenty gwardii, przyczynił się do upowszechniania broni skałkowej i artylerii (ciężkiej i lekkiej), jak również do używania bagnetów w ataku, a nie tylko, jak dotąd, w defensywie. Zachował odrębną organizację formacji kozackich. Car opracował także własny podręcznik zagadnień wojskowych. Piotr I utworzył również pierwszą rosyjską flotę wojenną złożoną z 48 okrętów i 787 mniejszych jednostek, na których służyło 28 tys. marynarzy. Z jego inicjatywy zaczął się rozwijać rosyjski przemysł okrętowy.

## Reformy administracyjne

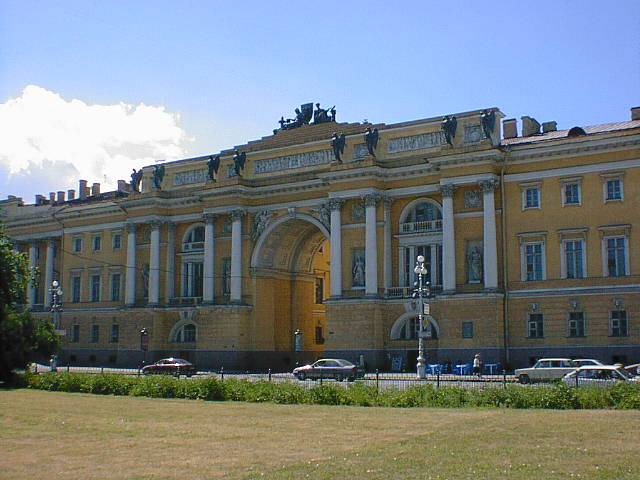
Gmach Senatu i Synodu w Petersburgu

Piotr I, chociaż szanował prawo, nie widział potrzeby sprawowania władzy przy pomocy tradycyjnych organów przedstawicielskich (np. soboru ziemskiego). W 1711 utworzył zamiast nich Senat Rządzący - instytucję, która miała za zadanie nadzorować wszelkie zagadnienia związane z administracją, sądownictwem i finansami pod nieobecność cara w stolicy, a następnie na stałe. W skład senatu powołano początkowo dziewięć, a następnie dziesięć osób. Między senatem a carem pośredniczył oberprokurator.
W 1699 car przystąpił do reformy organizacji miast, by zmaksymalizować dochody państwa z podatków, a zarazem ułatwić ich pobieranie. Nowym systemem podatkowym zawiadywali kupcy, co było wzorowane na instytucjach działających w dawnej Moskwie, nie zaś na instytucjach zachodnich.
W 1708 Piotr I rozpoczął szeroko zakrojoną reformę administracyjną, dzieląc kraj na osiem guberni; następnie liczba ta wzrosła do dziewięciu, potem zaś jedenastu. W 1719 pierwotny zamysł reformy został zasadniczo zmieniony - car podzielił kraj na 50 guberni, które z kolei dzieliły się na ujezdy (powiaty) kierowane przez komisarzy. Przy każdym z gubernatorów miała działać kilkuosobowa rada, której członków miała wybierać miejscowa szlachta. W jej gestii miał pozostawać także wybór komisarzy. Piotr I zamierzał także podzielić władzę lokalną na sądowniczą i administracyjną. Ten aspekt reformy nie został jednak nigdy zrealizowany.
Po 1717 Piotr I przystąpił do likwidacji systemu prikazów, zastępując je kolegiami (nie wszystkie prikazy jednak zostały równocześnie zamknięte i obydwie instytucje przez pewien czas funkcjonowały równolegle). W pierwszej kolejności powstały kolegia spraw zagranicznych, wojny, floty, wydatków państwowych, dochodów państwowych, sprawiedliwości, kontroli i nadzoru finansowego oraz handlu i wytwórczości. W drugiej kolejności utworzono także kolegia górnictwa, majątków ziemskich i organizacji miast. Do udziału w kolegiach car zapraszał początkowo ekspertów spoza Rosji, chociaż nie mogli oni obejmować funkcji przewodniczących kolegiów. Instytucja kolegiów była wzorowana na wzorcach szwedzkich.
Między rokiem 1720 a 1721 Piotr I powrócił do zagadnień związanych z samorządem lokalnym, jednak próba ożywienia działalności mieszczaństwa i lokalnych inicjatyw nie spotkała się z większym odzewem. W 1727 car ostatecznie wycofał się z forsowania reformy samorządu lokalnego, przekonawszy się także o braku odpowiednich kadr do jej wdrażania. Odrębne działania Piotr I prowadził w celu silniejszego związania z Rosją terytoriów pogranicznych, w tym Ukrainy i Donu. W edykcie z 1714 zalecał sprowadzanie urzędników rosyjskich na Ukrainę i zachęcanie rosyjskich osadników do osiedlania się w regionie, by stworzyć mieszankę ludności. Inspiracją dla Piotra I była w tym wypadku polityka angielska w Szkocji, Irlandii i Walii.

## Reforma cerkiewna

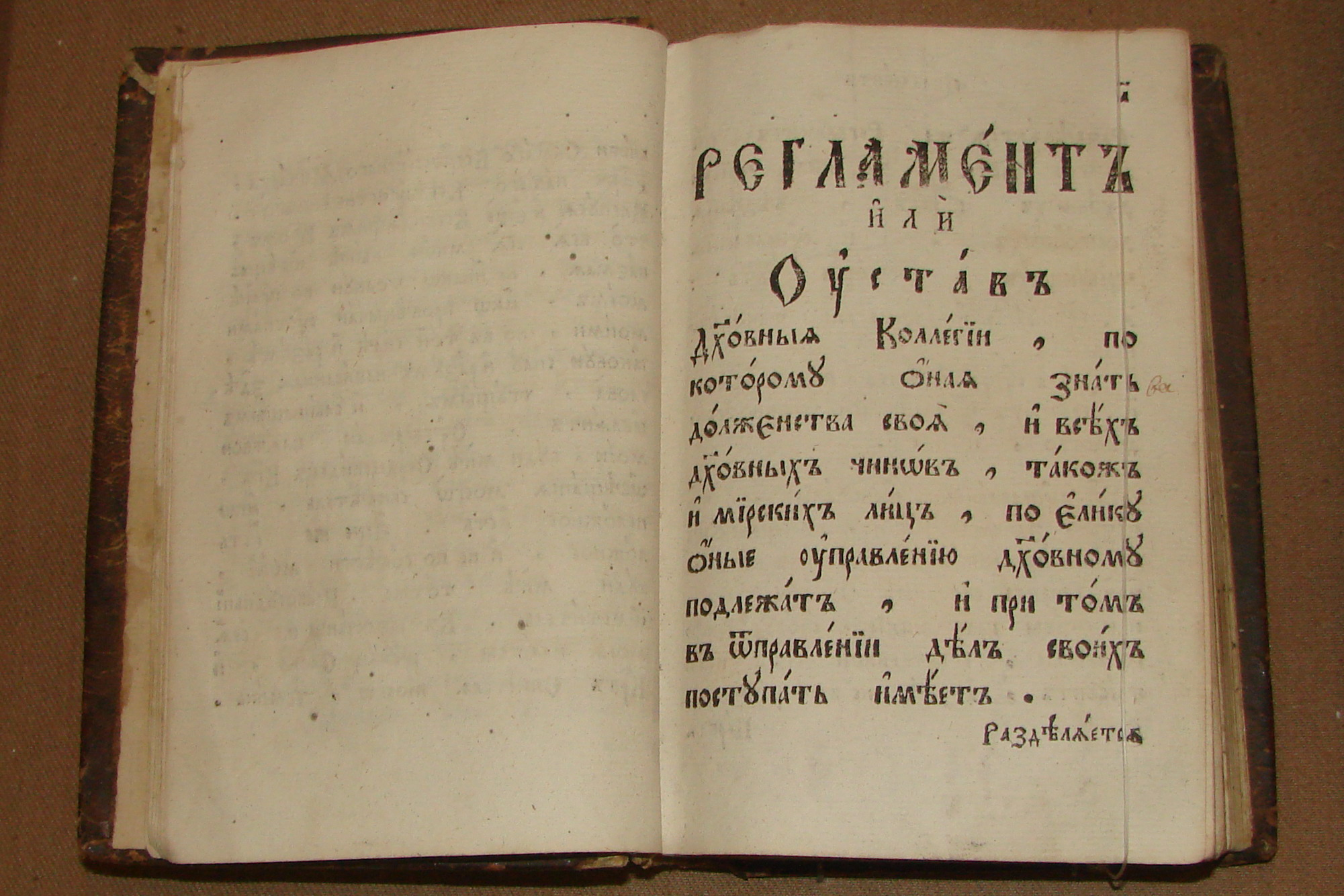
Egzemplarz Duchowego regulaminu

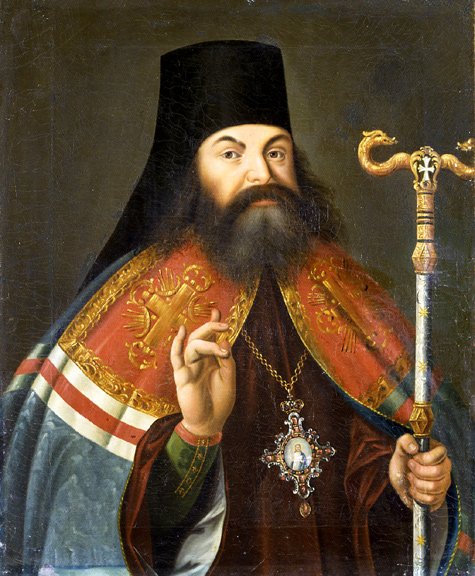
Teofan (Prokopowicz)

Odrębne działania Piotra I dotyczyły organizacji Rosyjskiego Kościoła Prawosławnego. Po śmierci patriarchy moskiewskiego i całej Rusi Adriana w 1700 car nie pozwolił na wybór jego następcy, a jedynie wyznaczył metropolitę riazańskiego Stefana na locum tenens Patriarchatu. W 1721 wydany został Duchowy regulamin, którego głównym autorem był arcybiskup pskowski Teofan (Prokopowicz). W myśl postanowień tekstu najwyższym organem cerkiewnym stał się Świątobliwy Synod Rządzący, w skład którego wchodziło dwunastu duchownych; przewodniczył mu jednak świecki urzędnik - oberprokurator. Formalnie rozwiązanie takie nie dawało carowi żadnych szczególnych uprawnień przy kontrolowaniu Kościoła, de facto jednak, dzięki wprowadzeniu urzędu oberprokuratora, pozwalało państwu jeszcze ściślej nadzorować działalność Cerkwi. Odrębne działania cara ukierunkowane były na przejęcie przez państwo części dóbr cerkiewnych, w szczególności tych należących do monasterów; Piotr I miał bowiem niskie mniemanie o mnichach i ich aktywności.

## Reformy podatkowe i gospodarcze
Finanse Rosji miały zasadniczy wpływ na poczynania Piotra I. Brak funduszy sprawił, że car kilkakrotnie podnosił podatki, wprowadzając nowe opłaty i poszerzając monopol państwa na wytwarzanie określonych towarów (m.in. papieru tłoczonego czy trumien dębowych). W 1718 Piotr Wielki zastąpił podymne i poradlne podatkiem pogłównym. W porównaniu ze starszymi obciążeniami nowa forma opodatkowania okazała się znacznie poważniejsza dla uboższej ludności Rosji. Stawkę podatku ustalono na 70-80 kopiejek od chłopa pańszczyźnianego oraz 1 rubel 20 kopiejek od chłopa państwowego lub mieszczanina. W celu jednoznacznego opracowania rejestru osób objętych podatkiem w latach 1718-1722 w Rosji odbył się niepełny spis ludności.
Piotr Wielki dążył do rozwoju gospodarki rosyjskiej. Początkowo interesował się głównie tymi jej gałęziami, których sprawne funkcjonowanie miało bezpośredni wpływ na siłę militarną Rosji, z czasem jednak zainteresował się także rosyjskim eksportem i starał się ożywić przedsiębiorczość. Państwo także miało stymulować gospodarkę w myśl koncepcji merkantylizmu. W czasach panowania Piotra I znacznie rozwinęły się metalurgia i górnictwo Rosji, od podstaw stworzony został przemysł tekstylny. Powstały pierwsze fabryki porcelany i szkła. Różne relacje wskazują, iż do śmierci cara w Rosji powstało od 200 do 250 nowych zakładów.

## Tabela rang

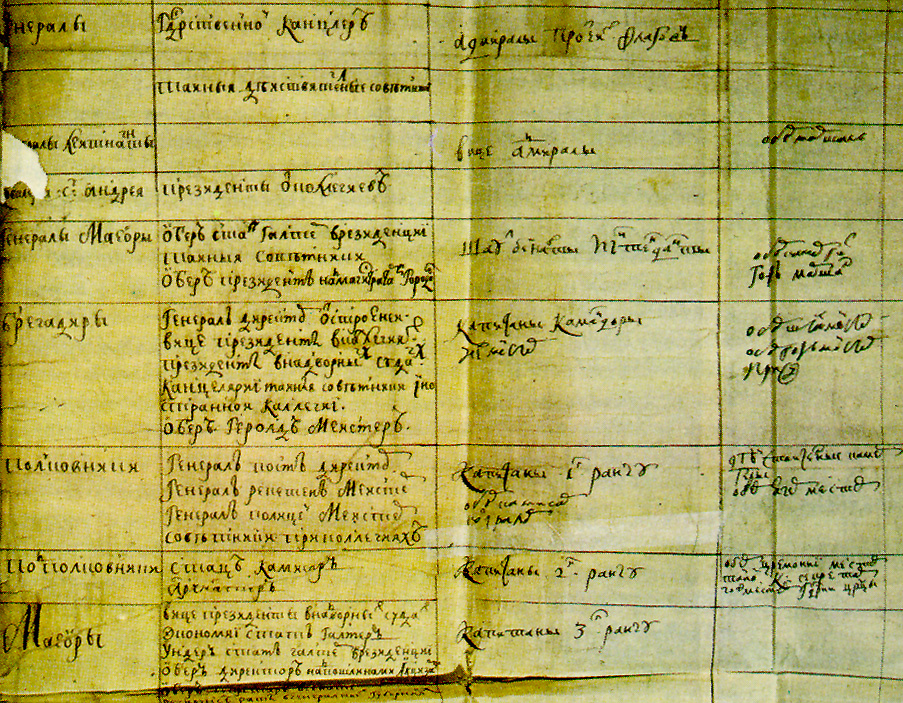

Dążąc do wymuszenia na szlachcie stałej służby na rzecz państwa, Piotr I dbał, by młodzieńcy z tej warstwy społecznej (najpóźniej w wieku szesnastu lat) byli przydzielani, wedle zdolności, do służby wojskowej lub cywilnej i by pozostawali w tej służbie przez całe życie. W 1722 car wydał tabelę rang, która ustalała hierarchię urzędów wojskowych, cywilnych i dworskich. Czternaście rang otrzymało szumne, zapożyczone z języków obcych nazwy. System rang obowiązywał z niewielkimi modyfikacjami do upadku caratu w Rosji. Piotr I pragnął, by uzyskiwanie kolejnych rang wynikało wyłącznie z prawdziwych, oddanych państwu usług, a nie czynników pozamerytorycznych. Uzyskanie rangi ósmej cywilnej lub dwunastej wojskowej gwarantowało dziedziczne szlachectwo dla osób, które nie posiadały go wcześniej.
Z wprowadzeniem tabeli rang wiązała się reforma prawa spadkowego w 1714, na mocy której właściciel majątku mógł przekazać go w testamencie tylko jednej osobie, zaś w razie braku ostatniej woli całość dziedziczył najstarszy syn. Potomkowie, którzy nie otrzymali po rodzicach żadnych dóbr, mieli z konieczności wstępować do wojska lub służby cywilnej. Już jednak w 1731 caryca musiała anulować opisane regulacje, które okazały się niemożliwe do skutecznego egzekwowania.
Zamysł Piotra I, by promować w służbie państwowej najbardziej oddane i utalentowane jednostki, nie był realizowany przez kolejnych władców Rosji. Szlachta okazała się warstwą hermetyczną, ponadto już za bezpośrednich następców Piotra I jej przedstawiciele zaczęli uchylać się od nałożonych na nich zobowiązań.

## Reformy w sferze kultury i oświaty
Piotr Wielki wprowadził w kulturze rosyjskiej znaczące zmiany, czerpiące inspirację z kultury zachodniej. Upowszechniał w Rosji stroje zachodnie, mimo oporu społecznego propagował obyczaje i maniery europejskie. Zreformował alfabet, wprowadzając grażdankę w miejsce czcionek charakterystycznych dla cerkiewnosłowiańskiego, zmienił rachubę czasu (rok zaczynał się w styczniu, nie zaś razem z rokiem liturgicznym Cerkwi). Pragnąc zapewnić urzędnikom państwowym minimum wykształcenia, Piotr I opowiadał się za tworzeniem wyższych szkół kształcących ekspertów w różnych dyscyplinach wiedzy. Planował wprowadzenie obowiązku szkolnego, czego jednak nigdy nie osiągnął, jak również otwarcie Akademii Nauk, co nastąpiło dopiero po jego śmierci.